# 蘇瓦耶爾
蘇瓦耶爾是瑞士的城鎮，位於該國西北部，由汝拉州負責管轄，面積7.5平方公里，海拔高度402米，2011年人口490，六成半人口信奉羅馬天主教，人口密度每平方公里65人。